# Аран (Великобритания)
Аран (англ. Arun) — неметрополитенский район (англ. non-metropolitan district) в графстве Западный Суссекс (Англия). Административный центр — город Литлхемптон.

## География
Район расположен в южной части графства Западный Суссекс вдоль побережья пролива Ла-Манш.

## История
Район был образован 1 апреля 1974 года в результате объединения боро Арандел, городских районов (англ. Urban district) Богнор-Риджис, Литлхемптон и частей сельских районов (англ. Rural District) Чичестер и Уэртинг.

## Состав
В состав района входят 3 города:
- Арандел
- Богнор-Риджис
- Литлхемптон

и 28 общин (англ. civil parish).